# Clovelly (Australia)
Clovelly – geograficzna nazwa dzielnicy (przedmieścia), położonej na terenie samorządu lokalnego Randwick, wchodzącego w skład aglomeracji Sydney, w stanie Nowa Południowa Walia, w Australii.

## Galeria

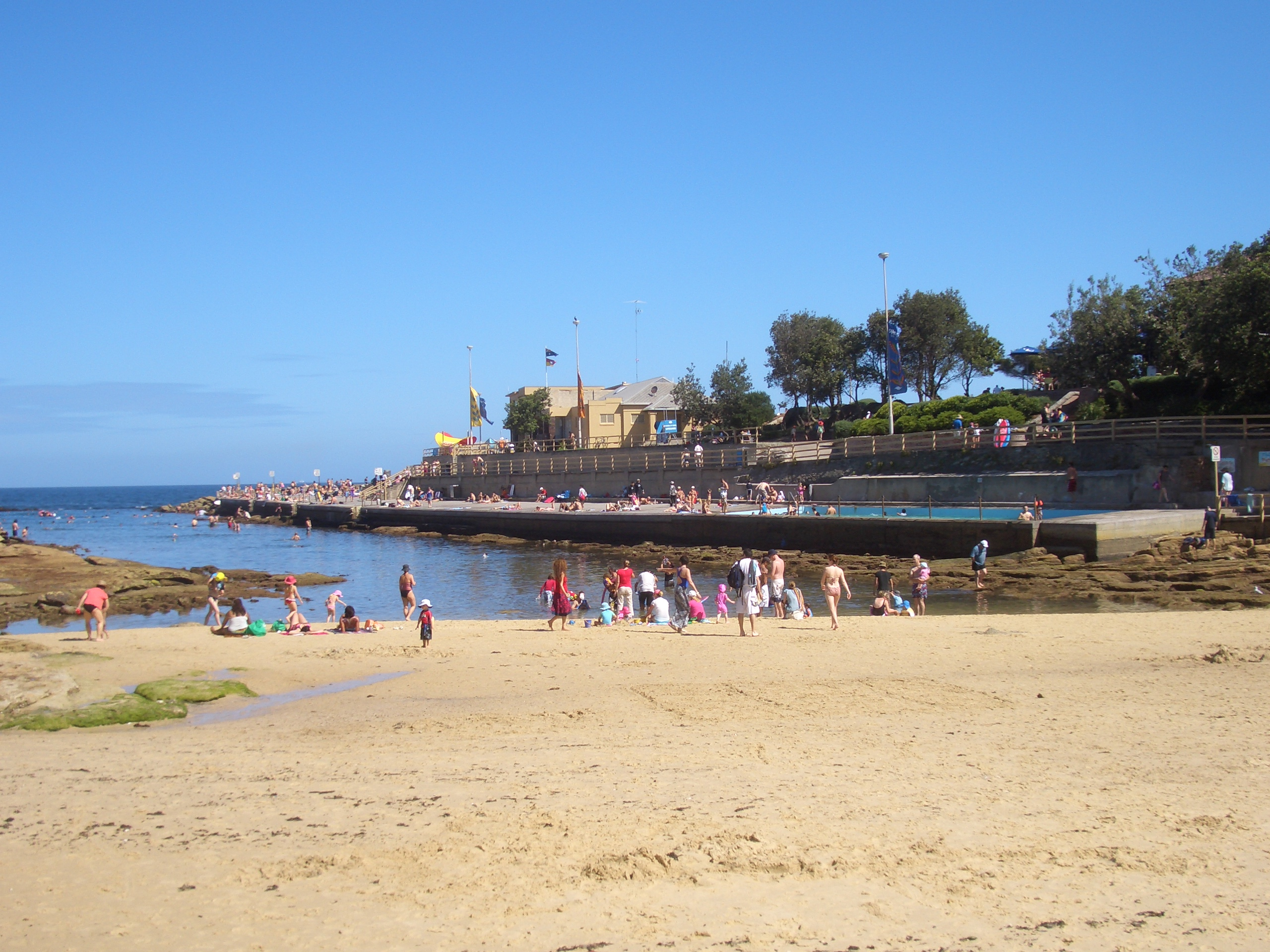
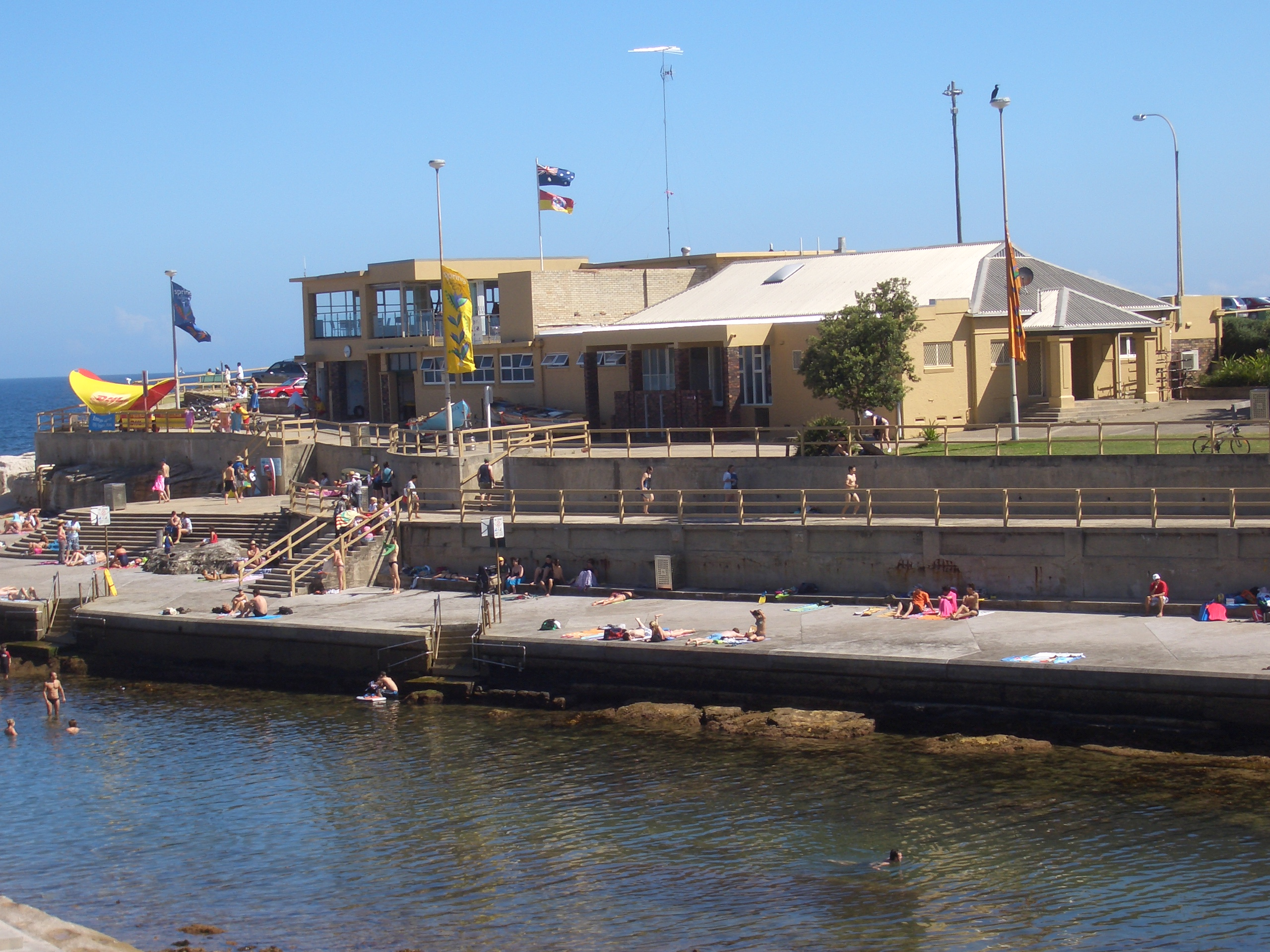
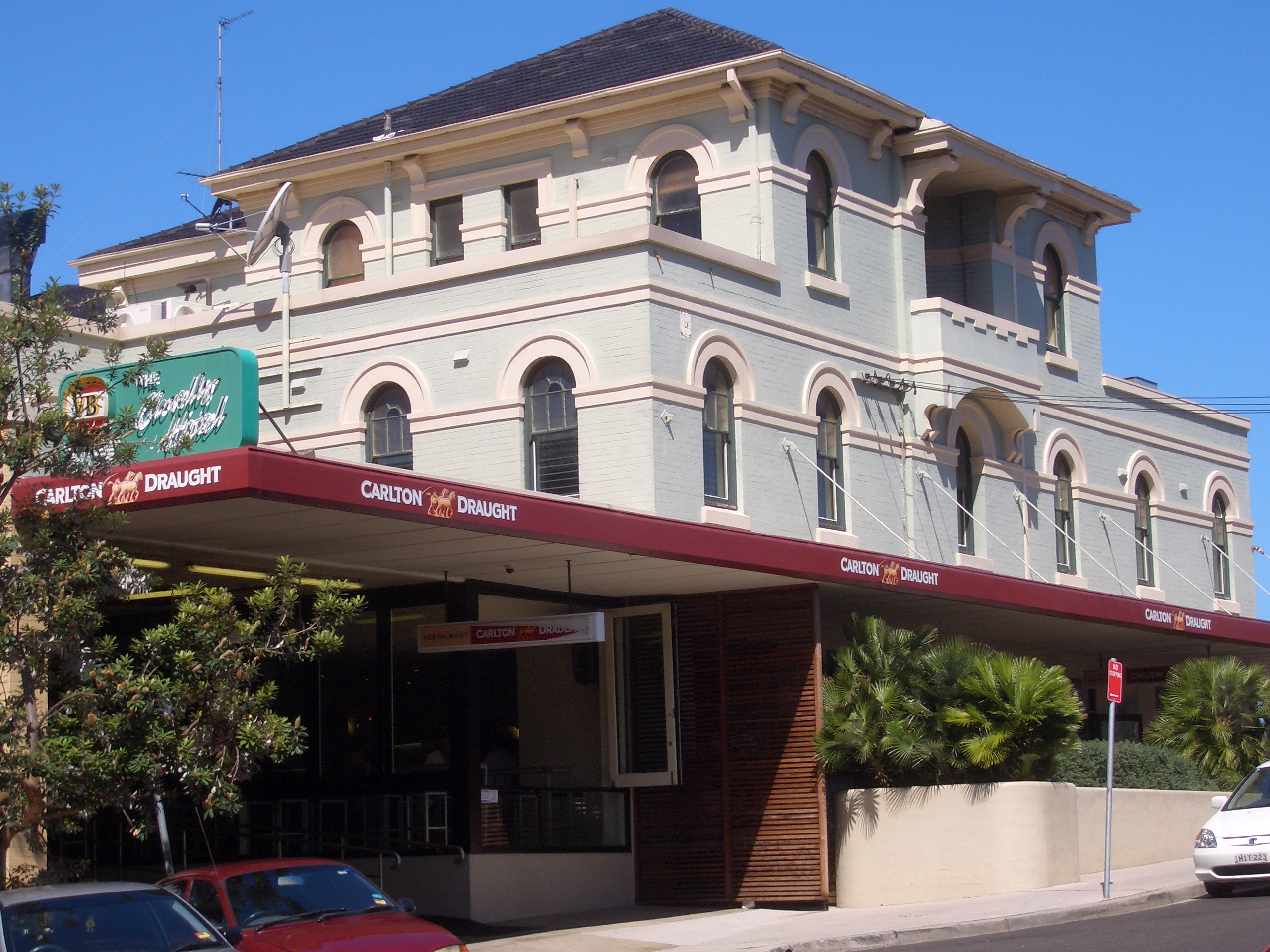